# Недељко Рајак
Недељко Рајак рођен је 1965. године у Рогатици. Ожењен је и отац двоје дјеце. Основну и средњу машинску техничку школу завршио у родном граду.Писањем поезије се бави од школских дана.  

## Збирке пјесама
- "Искра 2009", 2009.
- "Искра", 2017.